# Wugigarra bulburin
Wugigarra bulburin là một loài nhện trong họ Pholcidae. Loài này được phát hiện ở Queensland.